# Stephan zu Schaumburg-Lippe
Stephan Alexander Viktor, Prinz zu Schaumburg‑Lippe (* 21. Juni 1891 in Stadthagen; † 10. Februar 1965 in Kempfenhausen) war ein Rittmeister, Sturmbannführer und Legationssekretär.

## Leben
Stephan zu Schaumburg-Lippe wurde am 21. Juni 1891 in Stadthagen als Kind von Georg, Prinz (ab 1893: Fürst) zu Schaumburg‑Lippe (1846–1911) und Prinzessin Marie Anne von Sachsen‑Altenburg geboren. Er entstammte dem schaumburg-lippischen Fürstenhaus, einer Nebenlinie des Hauses Lippe, und war ein jüngerer Bruder des letzten regierenden Fürsten Adolf II. (1883–1936). Am 4. Juni 1921 heiratete Stephan zu Schaumburg-Lippe in Rastede Ingeborg Alix von Oldenburg (1901–1996), Tochter des letzten regierenden Großherzogs Friedrich August von Oldenburg. Aus der Ehe gingen mehrere Kinder hervor, darunter Tochter Marie Alix, die spätere Herzogin zu Schleswig‑Holstein, und Sohn Georg‑Moritz.

### Militärische und diplomatische Laufbahn
Stephan durchlief eine klassische Militärlaufbahn, wurde 1907 Leutnant, stieg zum Oberleutnant und Rittmeister auf. Ab den 1920er Jahren war er im diplomatischen Dienst tätig: unter anderem ab 1922 als Legationssekretär der Botschaft in Sofia, später in Rom, Rio de Janeiro und Buenos Aires. Er trat im Oktober 1930 der NSDAP und später auch der SS bei und wurde 1936 zum Gesandtschaftsrat II. Klasse ernannt, woraufhin Martin Bormann mehrfach auf die sofortige Ernennung zum Gesandtschaftsrat I. Klasse drängte, da der Prinz und seine Frau laut seiner Darstellung als hervorragende Repräsentanten im Ausland galten. Seit 1937 war der Prinz SS-Sturmbannführer, seit 1939 Obersturmbannführer. Ende der 1930er Jahre trat er wegen seiner Parteimitgliedschaft, gemeinsam mit seinem Bruder Wolrad (1887–1962), aus dem Johanniterorden aus. Im Jahr 1943 wurde er vom Auswärtigen Amt aufgrund seiner Verwandtschaftsbeziehungen verabschiedet. Er kehrte 1944 zurück und war 1945 Abwehrbeauftragter der Schiffswerft Thomsen & Co. Boizenburg, als welcher er den Arbeitseinsatz der KZ-Insassen leitete. 

### Politische Orientierung
Trotz seiner NSDAP‑Mitgliedschaft blieb Stephan weniger politisch aktiv als andere lippische Fürsten – etwa sein Bruder Friedrich Christian zu Schaumburg-Lippe. In der NS-Zeit stand er jedoch der Ideologie nahe: er und seine Frau zählten zu den führenden Vertretern des NS-Staatssystems im Adel. Politischer Widerstand wie bei einigen anderen Adligen blieb indes aus. In den Verhören nach dem Zweiten Weltkrieg räumte er ein, im Auftrag der Botschaft in Buenos Aires im Jahr 1941 Geldzahlungen an Juan Perón und Eva Perón sowie Justizbeamte getätigt zu haben. Er war nach Kriegsende interniert, wurde aber spätestens 1948 freigelassen und nicht weiter gerichtlich verfolgt.

### Späte Jahre und Tod
Nach dem Zweiten Weltkrieg zog sich Stephan ins private Leben zurück. Er starb am 10. Februar 1965 in Kempfenhausen am Starnberger See im Alter von 73 Jahren.